# Eschiva de Montfort
Eschiva de Montfort, nacida entre 1300 y 1313, muerta antes de 1350, hija de Hunfredo de Montfort (hijo de Rubén de Montfort y nieto de otro Hunfredo de Montfort, señor de Beirut y Tiro), y María de Ibelín, hija de Balián de Ibelín, senescal de Chipre y Alicia de Lampron.
Se casó poco después de 1342 con Pedro I de Lusignan (1328 - 1369), rey de Chipre y no tuvieron descendencia.